# Utting am Ammersee
Utting am Ammersee este o comună din landul Bavaria, Germania.